# Îles des Saintes
Îles des Saintes is een groep eilanden behorende bij het Franse overzeese departement Guadeloupe. De eilanden liggen ongeveer 15 km ten zuidwesten van Basse-Terre.
Er zijn twee eilanden bewoond: Terre-de-Haut (1.570 inwoners in 2019) en Terre-de-Bas (999 inwoners in 2019).
De eilanden werden in 1967 door 3.269 mensen bevolkt, maar inmiddels is het inwoneraantal gedaald tot 2.569 inwoners (2019).

## Geschiedenis
Christoffel Columbus ontdekte de eilanden in 1493 op Allerheiligen en noemde ze daarom Los Santos. De eerste Fransen kwamen in 1648 op Terre-de-Haut. Terre-de-Bas volgde in 1682. De eilanden waren te droog voor plantages, en hadden relatief weinig slaven. maar Terre-de-Haut heeft een strategische baai, de Baie des Saintes. De eilanden werden verschillende keren veroverd door de Verenigd Koninkrijk, en heroverd door Frankrijk. Langs de baai werden drie verdedigingswerken gebouwd: Fort Louis dat later werd hernoemd tot Fort Napoléon des Saintes, Fort de Reine op Îlet à Cabrit dat later werd hernoemd tot Fort Joséphine, en de batterij Tête-Rouge. In 1816 werd Îles des Saintes definitief aan Frankrijk toegewezen.
In de tweede helft van de 20e eeuw ontwikkelde Terre-de-Haut zich als toeristisch centrum, maar Terre-de-Bas heeft geen behoefte aan massatoerisme.

## Bestuurlijk
De eilanden Terre-de-Bas en Terre-de-Haut zijn elk de zetel van een gelijknamige gemeente. De volgende onbewoonde eilandjes horen tot de groep:
- Îlet à Cabrit
- Grand-Îlet
- La Coche
- Les Augustins
- La Redonde
- Le Pâté
- Les Roches Percées

## Galerij

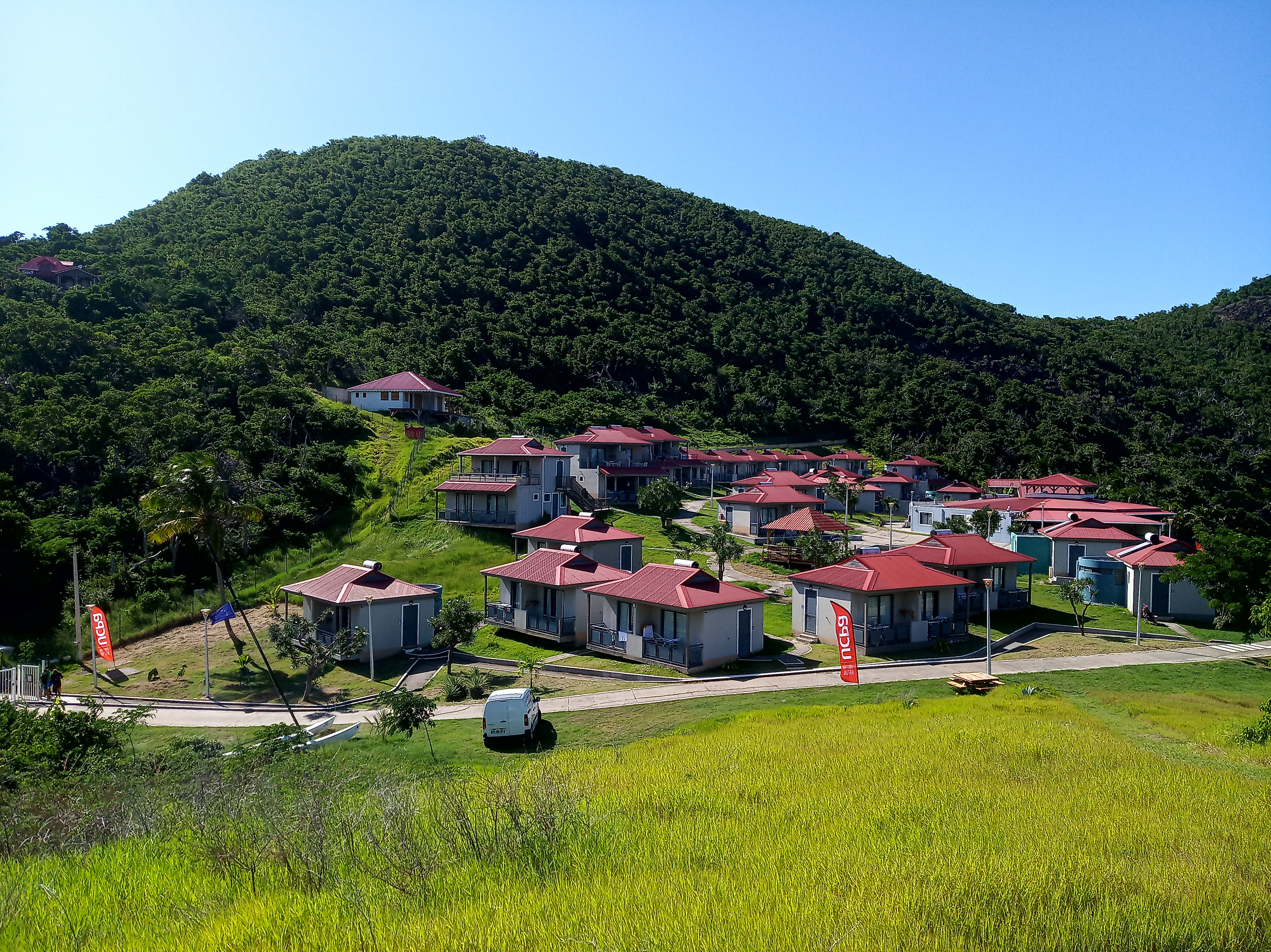
Sportcomplex van de UCPA
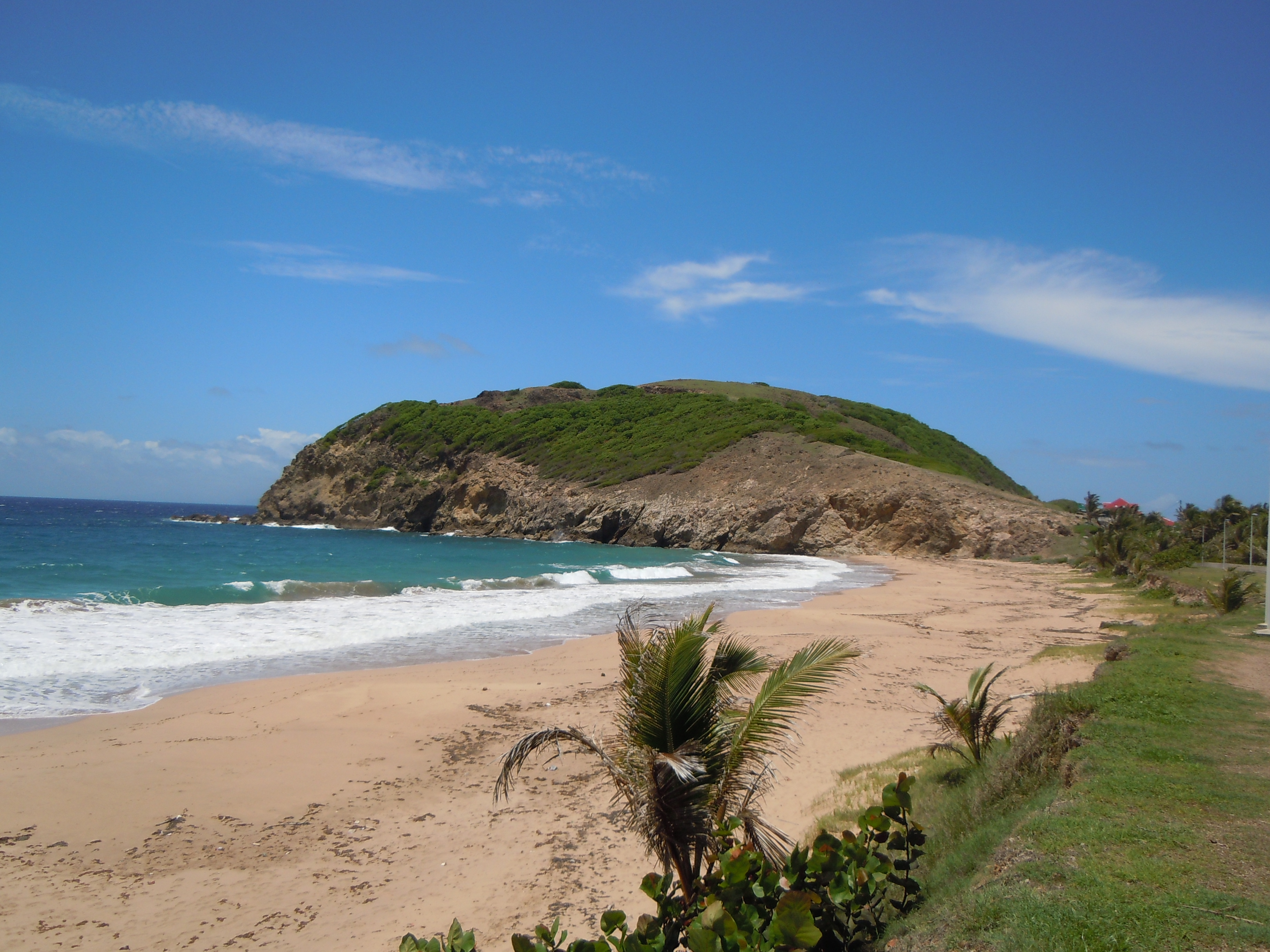
Grande Anse met de heuvel Morne Rodrigue
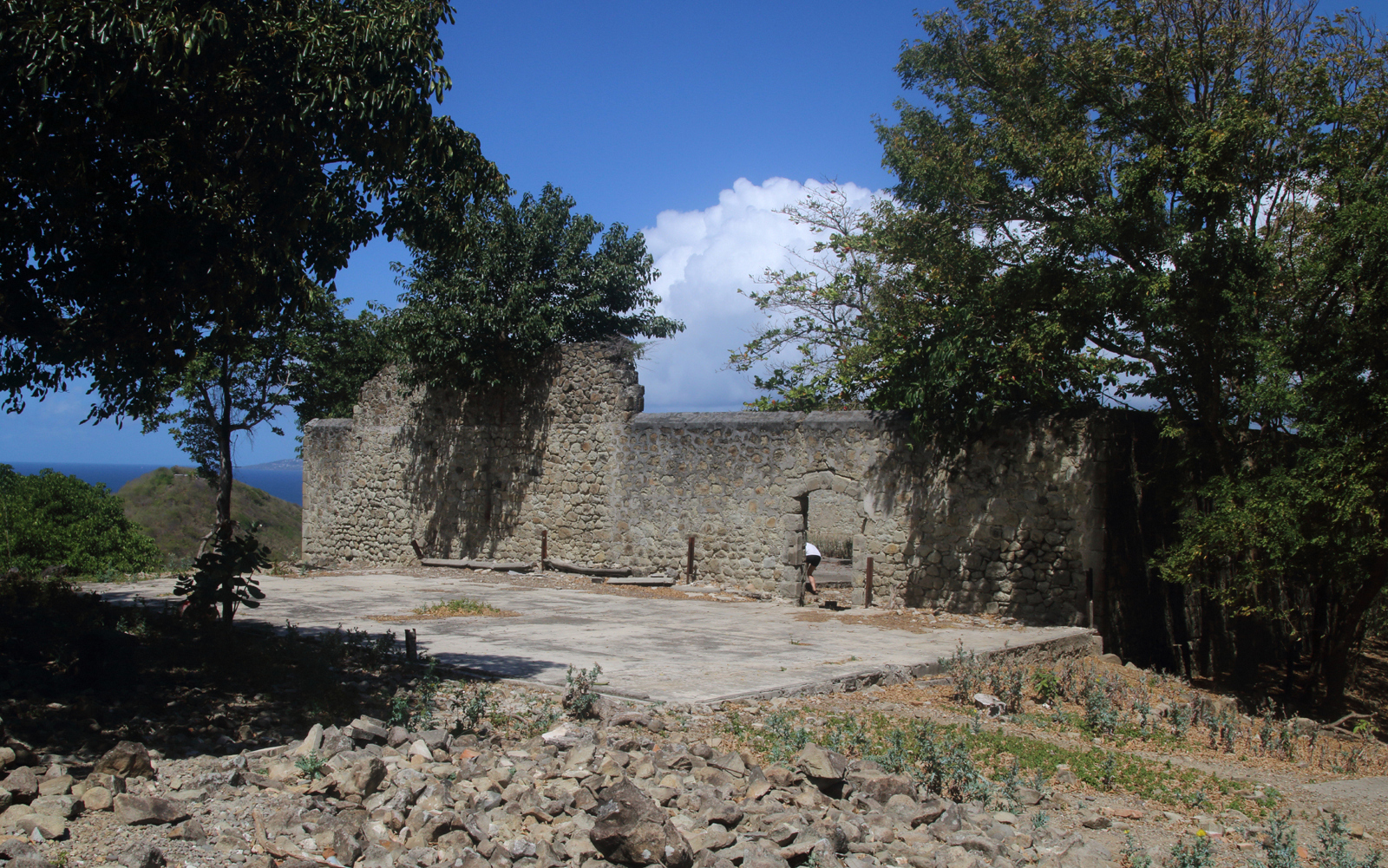
Fort Joséphine op Îlet à Cabrit
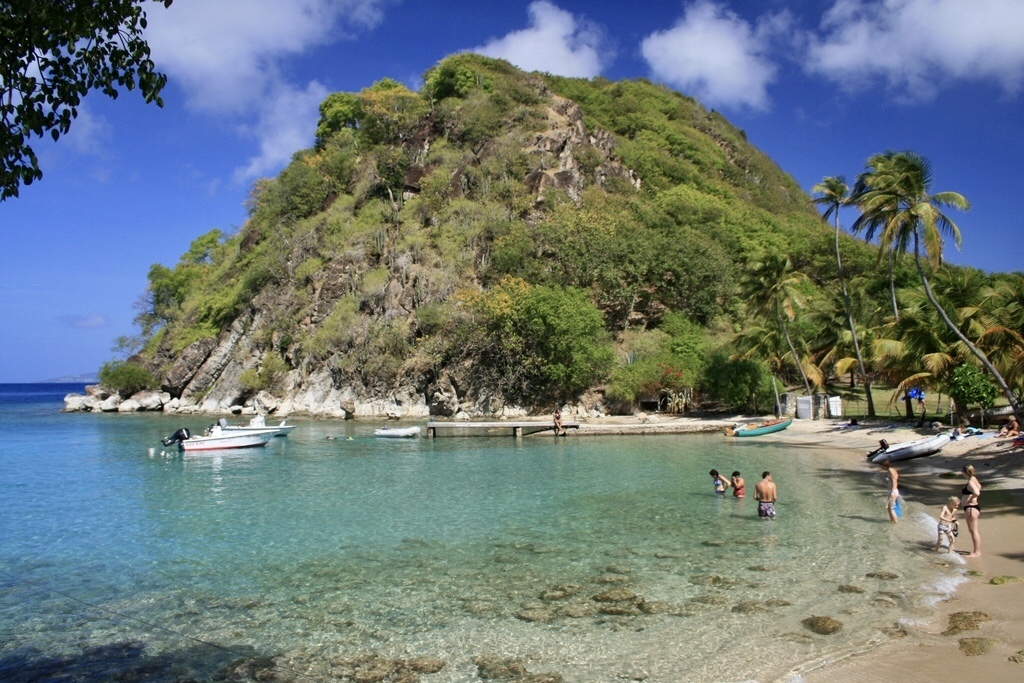
Pain de Sucre

- Virtual International Authority File: 247404397
- WorldCat: E39PBJxcRHhXppgr736rXY8pyd

Basse-Terre (Îlets Pigeon) · Grande-Terre (Îlet du Gosier) · Îles des Saintes (Îlet à Cabrit · Grand-Îlet · Terre-de-Bas · Terre-de-Haut) · La Désirade (Îles de la Petite-Terre) · Marie-Galante